# Ometochtli

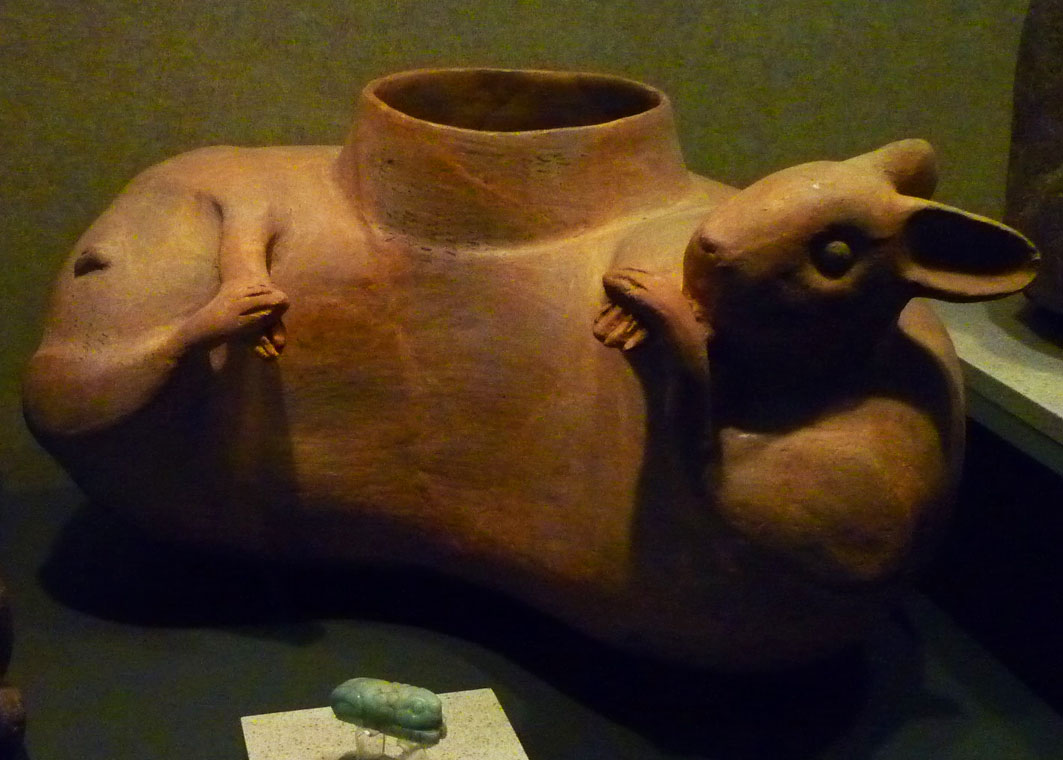
Vasija mexica con forma de conejo probablemente usada para contener pulque. El conejo, y la deidad Ometochtli, era uno de los símbolos del pulque

En la mitología mexica, Ometochtli (del náhuatl: Ometochtli ‘dos conejo’‘ome, dos; tochtli, conejo’) es un espíritu o dios menor de los niños inteligentes, y es uno de los cuatrocientos espíritus o dioses menores de los borrachos, los cuatrocientos hijos de Patécatl y Mayáhuel, el cual, venerado bajo la forma de un conejo, por otra parte, estaba asociado con la fertilidad vegetal y con el viento que toca los vegetales. En ciertas fuentes se dice que este lidera a los Centzon Totochtin, cuatrocientos dioses conejos de la ebriedad, a los que se sacrificaba los ebrios intoxicados, pero otras fuentes mencionan a Tepoztécatl como el líder de este colectivo.
En la zona arqueológica del Tepozteco, en la cumbre del cerro Tlahuiltepetl, se encontró un adoratorio dedicado a este dios, cuya estatua fue destruida por Fray Domingo en 1538.